# ويليام كامبل نورث
ويليام كامبل نورث (بالإنجليزية: William Campbell North)‏ هو محامي وسياسي أمريكي، ولد في 21 يونيو 1859 في مقاطعة دودج في الولايات المتحدة، وتوفي في 2 نوفمبر 1924. حزبياً، نشط في الحزب الديمقراطي. وقد انتخب عضو جمعية ولاية ويسكونسن وانتخب عضو مجلس ولاية ويسكونسن.